# Феодосій II Константинопольський
Феодосій ІІ (на ім'я Крістіанопулос або Марідакіс) — Вселенський патріарх, який походив з Криту, де він був абатом.

## Біографічні дані
Феодосій був головою церкви Святого Георгія в Едірне-Капі, Константинополь. Потім він був обраний єпископом Єриссоса і Афону, а в 1767 році митрополитом Салонік . Його було обрано Патріархом 16 квітня 1769 року, у той час, коли християни зазнавали утисків після відходу російських військ, яким вони допомагали за наставленням колишнього Патріарха Серафима II та іншого духовенства. Феодосій діяв для порятунку монастирів гори Афон від зруйнування, звільнив в'язнів, зміцнив школи та монастирі та, у співпраці з Патріархом Єрусалимським, домігся збереження Святих місць під юрисдикцією православних. Нарешті, він спробував дати компромісне рішення у питанні Коллівадів з Афону.
Він був змушений піти у відставку 16 листопада 1773 року після багатьох інтриг митрополита Пусса Мелетія. Він пішов у монастир Камаріотісса в Халках. У 1776 році, повністю втративши зір, він повернувся до Константинополя, де пробув до самої смерті.

## Виноски та посилання

### Виноски
1. ↑  
|  | Ті, хто справляє панахиду покійних у суботу, добре роблять, бо зберігають давню традицію Церкви, а ті, що в неділю - не підлягають жалю[...] Що ж до частішого чи рідшого прийняття святих таїнств, то ну, бо час не досконалий, однак необхідна підготовка до божественного покаяння і сповіді. І ті, хто на початку проповіді були християнами, щонеділі відвідували Таїнства, а ті, що потім, через сорок днів, будучи спроможними покаянням, таж причащались. Кожен, якщо він гідний, порівнює себе з першими, а якщо ні, то з другими, і для цього блажен[...] Як божественний апостол, я випробовую себе як людину, і так я їм хліб і п'ю із чаші |[2]

### Реферали
1. 1 2  Μανουήλ Γεδεών.
2. ↑  Οικουμενικό Πατριαρχείο. Архів оригіналу за 4 березня 2016. Процитовано 11 січня 2008.
3. ↑  Μπακούρος, 1998.